# 生活の達人
生活の達人（ハングル: 생활의 달인）は毎週月曜日の下午08:55~10:20にSBS TVに編成されている教養番組だ。最初に編成された時期は2005年4月25日に初めて放送され、当時は今のように月曜日に編成された。

## 概要
- 企画意図 : 数十年間、一つの分野に従事し、情熱と努力で達人の境地に至る人々の人生と人生とストーリーを扱う。

## 放送時間
- 月曜日 : 下午08:55~10:20（1、2部の編成）[1]

## ナレーション
- 楊姫銀（朝鮮語版）
- 黄仁龍（朝鮮語版）
- ソ・ギョンソク（朝鮮語版）
- キム・ギョンシク（朝鮮語版）